# Exèrcit de l'Aire i de l'Espai espanyol

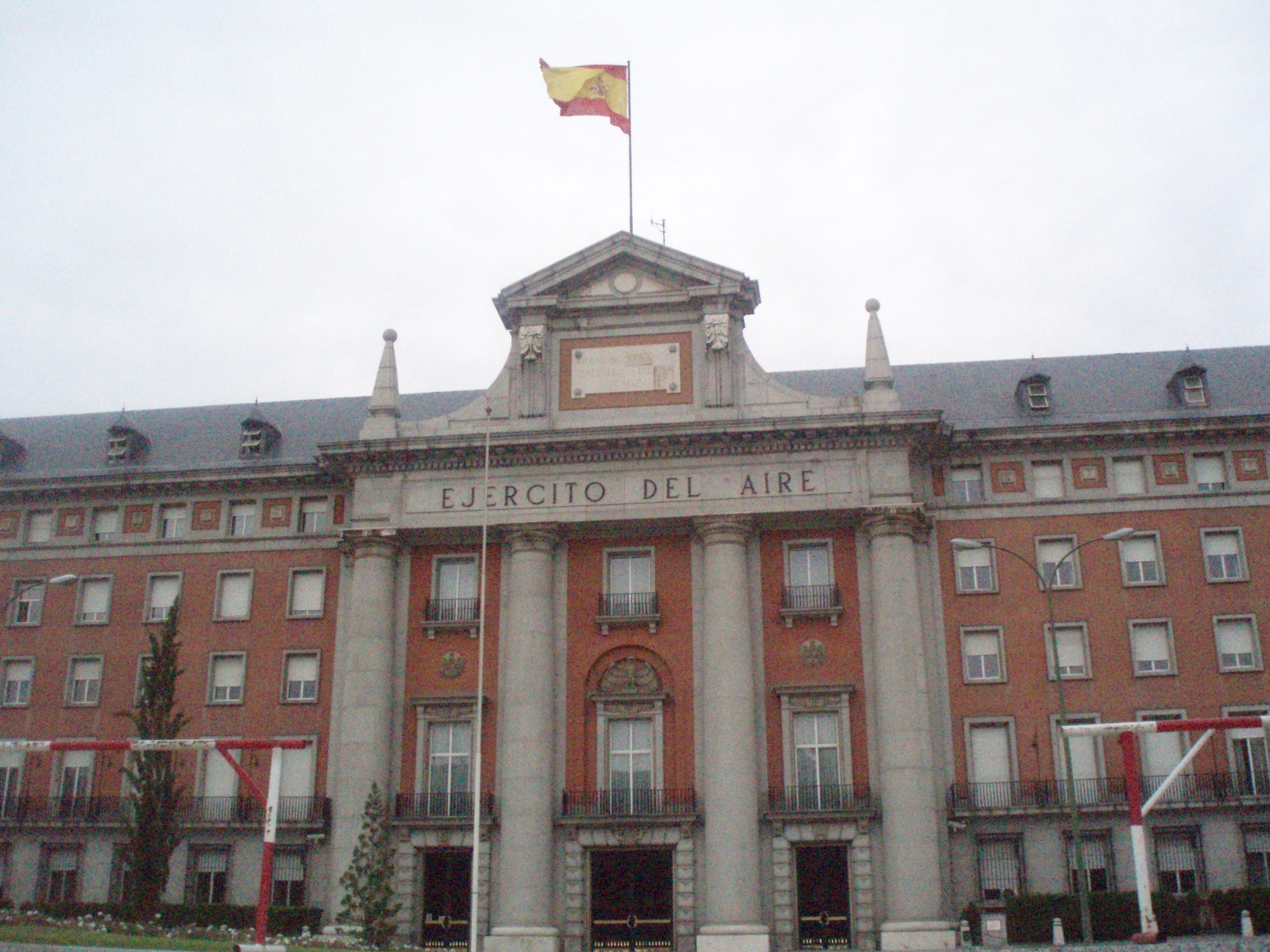
Seu de l'Exèrcit de l'Aire al carrer de la Princesa de Madrid, junt amb l'intercomunicador de Moncloa.

L'Exèrcit de l'Aire i de l'Espai és una de les tres branques en què es divideixen les Forces Armades Espanyoles, les altres dues són l'Exèrcit de Terra, i l'Armada. S'ocupa del control i defensa de l'espai aeri espanyol, així com de les missions assignades a l'estranger.
Després de 83 anys amb el mateix nom, al juny de 2022 el Ejército del Aire passà a anomenar-se Ejército del Aire y del Espacio. Així s'integren de manera oficial tasques i funcions com el control i la vigilància espacial que ja estava realitzant fins al moment l'Exèrcit de l'Aire.

## Organització i estructura

### Organització territorial
L'organització territorial de l'Exèrcit de l'Aire és la següent:
- Ia regió Aèria (comprèn les zones central i nord-oest de la península Ibèrica). La Capitania General té la seu a Madrid.
- IIa regió Aèria. Zona sud amb la seu de la seua Capitania General a Sevilla.
- IIIa regió Aèria. Zona nord-est i Balears, amb la seu a la seua Capitania General de la (Saragossa, seu de la seua Capitania General, zona nord-est i Balears).
- Zona Aèria de Canàries, amb seu en Las Palmas.

### Comandaments aeris
Cada regió aèria és seu d'un dels comandaments aeris. El cap de cada comandament és també capità general de la regió aèria corresponent.
- El Comandament Aeri de Combat (Macom) té la seua seu a Madrid.
- El Comandament Aeri Tàctic (Matac), a Sevilla.
- El Comandament Aeri de Transport (Matra), a Saragossa.
- El Comandament Aeri de Canàries (Macan), en Las Palmas.

### Estructura operativa
La unitat operativa habitual és l'ala, composta per dos o tres esquadrons, cada un dels quals està integrat per 18 o 24 avions. Així, l'Ala 15, amb base a Saragossa, la formen dos esquadrons amb 18 avions F-18 cadascun.

### Codificació i numerals
Les aeronaus que utilitzen les Forces Aèries són identificades amb una o dues lletres seguides de dos números que figuren pintats en els fuselatges. El primer nombre correspon a la unitat a què pertanyen, i el segon, a l'orde en què es van incorporar a esta.
La lletra o lletres, corresponen a l'ús. Així, C significa caça bombarder; A, atac; P, patrulla; T, transport; E, ensenyança; D, busca i salvament; H, helicòpter; K, cisterna; V veler (vol sense motor), i U, utilitari.
Exemple: el F-18 amb el numeral C-15-08 en la cua és el 15é tipus d'avió de caça que arriba a l'exèrcit de l'aire (l'Eurofigther Typhoon és el C-16) i és l'octau aparell a ingressar en este. En el morro o en el fuselatge porten un numeral que concreta la unitat en què es troben i l'orde d'arribada a la dita unitat. Exemple: el Quart F-18 a arribar a l'ala 12 tindrà en el morro el numeral 12-04.
Algunes versions d'avions en servici com a versions biplaces de caces o versions cisternes de transports afegixen una altra lletra per a diferenciar la seua funció, i tenen un orde d'arribada a l'exèrcit de l'aire diferent del de les altres versions.
Dins de les unitats els esquadrons es numeren amb el numeral de la unitat seguit del numeral de l'esquadró formant una sola xifra. Exemple: el segon esquadró de l'ala 11 serà l'esquadró 112, i el primer de l'ala 35 serà el 351.